# Bennetts River
Bennetts River est un ruisseau situé dans le nord de l'Arkansas et le sud du Missouri. La source du ruisseau se trouve dans le comté de Howell, dans le Missouri, au sud-est de Hocomo sur la US 160. Il coule vers le sud à l’ouest de Moody et passe sous la Route 142 du Missouri. Le ruisseau poursuit son cours vers le sud dans le comté de Fulton, dans l’Arkansas, puis prend une direction ouest au nord-ouest de Viola. Il traverse la Route 87 de l’Arkansas juste au sud de Vidette, puis entre dans le comté de Baxter et se jette dans la branche nord-est du lac Norfork (appelée aussi Bennetts Bayou), en face du camping de Gamaliel.
Le nom de Bennetts River provient de la famille locale Bennett.